# کمربندتنان
کمربندتنان یا کمربندداران (نام علمی: Clitellata) نام یک رده از شاخه کرم حلقوی است که دارای کمربند تناسلی (Clitellum) هستند.